# منهجية إلكترونية
المنهجية الإلكترونية أو الحاسوبية هي مجال ناشئ حديثًا يركز على التنمية الإبداعية واستخدام منهجيات البحث الحاسوبية والتكنولوجية لتحليل مصادر البيانات من الجيل التالي مثل شبكة الإنترنت. وأول برنامج أكاديمي رسمي في مجال المنهجية الإلكترونية قيد التطوير من قِبل جامعة كاليفورنيا، لوس أنجلوس.

## الخلفية
إن المنهجية الإلكترونية هي نتاج حقلين أكاديميين جديدين نسبيًا. الحقل الأول هو التكنولوجيا والمجتمع. ويركز هذا الحقل على تأثير البحث والابتكار على المجتمع وقضايا السياسة العامة ذات الصلة. وتقدم العديد من الجامعات، بما في ذلك بيركلي وكورنيل ومعهد ماساتشوستس للتكنولوجيا وستانفورد درجات و/أو برامج دراسية في هذا الحقل والمجالات ذات الصلة. ومن مواطن القوة الهائلة لدراسات التكنولوجيا والمجتمع هي أنها توجد في تقاطع العلوم الطبيعية والاجتماعية والهندسة والسياسة العامة.
والحقل الثاني المتكامل بشكل وثيق مع المنهجية الإلكترونية هو دراسات الإنترنت. وأنشأ هذا الحقل الذي تم تطويره حديثًا برامج في العديد من الجامعات بما في ذلك مينيسوتا وواشنطن وبرانديز وجورج تاون. وتتضمن دراسات الإنترنت دراسة الأعمال الأساسية للإنترنت وكذلك التعلم بشأن الكيانات والقضايا مثل أمن الإنترنت والمجتمعات والألعاب عبر الإنترنت وثقافة الإنترنت والملكية الفكرية.

## طبيعة المنهجية الإلكترونية
المنهجية الإلكترونية هي مكون من مكونات دراسات الإنترنت والتكنولوجيا الذي يهتم تحديدًا باستخدام منهجيات التحليل القائمة على التكنولوجيا الابتكارية ومصادر جديدة للبيانات وتصورات من أجل الحصول على فهم أفضل للسلوك الإنساني. وتتميز باستخدام الكيانات الناشئة، كمصادر أساسية للبيانات، مثل العوالم الظاهرية والمدونات والرسائل النصية والألعاب على الإنترنت (mmorpgs) ومواقع شبكات التواصل الاجتماعي، ومشاركة مقاطع الفيديو ومواقع ويكي ومحركات البحث وغيرها من الأدوات والأنشطة الابتكارية العديدة المتاحة على شبكة الإنترنت. 
وتتضمن المكونات الرئيسية للمنهجية الإلكترونية:
1. المعرفة الإلكترونية الأساسية، وهي المعرفة الأساسية بتكنولوجيا المعلومات وأدوات الإنترنت مثل البرامج الإحصائية والتحليلية ومصادر المكتبات الإلكترونية والأجهزة الرقمية واستخدام الإنترنت كمصدر للبيانات.
2. دورة حياة البحوث، معرفة دورة حياة البيانات بداية من اقتنائها وإدخالها في الأرشيف وسهولة الوصول إليها.
3. التقنيات غير الخطية، بما في ذلك الارتباطات التشعبية والدراسات الاستقصائية الديناميكية والأساليب التكنولوجية مثل التصوير الحاسوبي.
4. مفاهيم البرمجة، بما في ذلك القدرة على خلق أدوات بحثية تفاعلية جديدة.
5. الطرق التحليلية وعلاقتها بأنواع البيانات المختلفة: العمليات غير الخطية والنوعية والمكانية ومتغيرة الوقت والمعلومات القائمة على العوامل مثل قواعد التفاعل الاجتماعي والتمثيلات العقلية.
6. وسائط التفاعل التي تتجاوز المقابلات الشخصية والعمل الميداني في الموقع والاستطلاعات مجهولة المصدر والبيئات المعاصرة مثل مجتمعات الإنترنت والمجتمعات الافتراضية والتفاعل من خلال الألعاب والبيئات الافتراضية.
7. العرض التقديمي للأبحاث بما في ذلك استخدام تقنيات الوسائط الجديدة،[4] والقضايا المثارة من خلال النشر السريع المقصود أو غير المقصود للنتائج عن طريق الوسائل الإلكترونية للجمهور غير المستهدف والطبيعة التفاعلية الديناميكية للأبحاث الإلكترونية.
8. المعرفة التلوية، والقدرة على تقييم طرق وأدوات ونتائج البحث الإلكتروني تقييمًا دقيقًا.